# 세르히오 로메로
세르히오 헤르만 로메로(스페인어: Sergio Germán Romero, 1987년 2월 22일 ~ )는 아르헨티나의 축구 선수로 아르헨티나 프리메라 디비시온 보카 주니어스의 골키퍼이다.
2010년 FIFA 월드컵과 2011년 코파 아메리카에서 아르헨티나 축구 국가대표팀의 주전 골키퍼로 활약하였다. 골키퍼로서의 반응속도는 상당히 빠르지만 반면에 2010년 FIFA 월드컵에서는 지역예선 볼리비아전에서 6골, 월드컵 본선 8강 독일전에서 4골을 허용하는 등 실점율은 높은 편이었다. 공의 궤적을 미리 예측해서 선방을 하는 골키퍼인 탓에 변칙적인 슈팅에는 매우 취약하다는 결함이 있으며 이 때문에 한때 대한민국 축구 국가대표팀의 골키퍼였던 이운재와는 대척점에 해당되는 골키퍼이다. 이운재의 경우 공을 끝까지 보고 막는다.
하지만 아르헨티나 축구 국가대표팀의 감독이 알레한드로 사벨라로 바뀌면서 로메로의 선방능력이 일취월장했다. 특히 2014년 FIFA 월드컵 16강 스위스전에서는 무수한 유효슈팅들을 모조리 막아내어 자신의 능력을 보여줬다. 또한 4강 네덜란드 전에서 승부차기까지 갔었는데 네덜란드의 첫번째 주자와 세번째 주자의 슈팅을 막아내서 아르헨티나를 결승에 진출시켰으며 그 공로로 그 경기의 MOM이 되었다.
2018 FIFA 월드컵 개최를 앞두고 부상을 당해 국가대표 엔트리에서 제외되었다.

## 젊은 시절
세르히오 로메로는 아르헨티나의 경제위기 기간에 미시오네 베르나르도 데이리고옌의 빈민가에서 4형제 중 막내로 태어나고 자랐다. 그의 형 두명은 농구선수가 됐고 로메로는 형들과 비교했을 때 작은 몸 때문에 'chiquito'라고 불렸다. 의미는 '작다'라는 뜻이다. 3명의 형들은 하나같이 2m에 육박하거나 2m를 웃돌았기 때문에 192cm의 로메로가 작아보일 수 밖에 없었다. 로메로의 형들 중 가장 키가 큰 형은 키가 210cm나 되었다.
로메로는 처음에 라싱 클루브에 입단했고 2006년 19살에 첫 프로 계약을 했다.

## 클럽 경력
로메로는 라싱 클루브에서 아르헨티나 프리메라 디비시온 대뷔전을 치뤘고 그의 첫 시즌인 2007년이 끝나고 루이스 판 할이 이끌던 AZ 알크마르로 150만 유로에 이적하여 팀을 1981년 이후 28년 만에 리그 우승을 이끌어냈다.
또, 2011년에는 UC 삼프도리아로 이적을 하였고, 2013-2014 시즌에는 AS 모나코로 임대 이적하였다.
2014-2015 시즌을 앞두고 FA 신분이 되었으며 2015년 7월 27일(한국시간) 맨체스터 유나이티드와 3년 계약을 맺고 이적하였다.
8월 8일에 있었던 토트넘과의 리그 개막전 경기에는 이적설에 휘말린 데 헤아를 대신하여 선발 출전하였고, 팀은 1-0 승리를 장식하였다.
8월 15일(한국시각 새벽)에 있었던 아스톤 빌라와의 경기에도 선발 출전하여 1-0 승리를 거두었으며, 8월 22일에 있었던 뉴캐슬과의 리그 3라운드 경기에도 선발 출전하여 무실점으로 골문을 지켰다.
그 이후, 클럽 브뤼헤와의 챔피언스리그 PO 2차전에도 출전하여 무실점을 기록하였으나, 8월 30일에 열렸던 스완지와의 리그 4라운드 경기에서 2실점을 기록하여, 4경기 만에 무실점 기록이 깨졌다. 팀은 스완지에게 1-2 역전패를 당했다. 그러나, 데 헤아가 4년 재계약 이후 주전 자리를 내주며 백업 골키퍼로 뛰고있다.
계속해서 데 헤아의 백업 골키퍼로 뛰고 있던 로메로는 데 헤아가 FC 미틸란과의 UEFA 유로파리그 32강 1차전 경기를 앞두고 훈련 과정에서 무릎 부상을 당하자, 곧바로 선발 출전하여 몇 차례의 슈퍼세이브를 선보여 평점 8점을 받는 맹활약을 보였지만, 팀은 1-2 패배를 당했다.
그 이후, 로메로는 16-17 시즌에 리그에서는 데 헤아에게 밀려 출전하지 못하지만 유로파리그에서 선발 출전을 이어가고 있으며, 2017년 5월 18일(한국시각 새벽)에 열린 사우샘프턴과의 리그 37라운드 경기에 선발 출전하여 가비아디니의 페널티킥을 막아내는 등 무려 6번의 슈퍼세이브를 선보여 팀을 위기에서 구해냈다. 경기 후, 로메로는 데일리미러로부터 최고점 8점을 부여 받았다.
2017년 7월 17일(한국시각) 로메로는 맨유와 2021년 여름까지 재계약을 맺었다.

## 기타
- 네덜란드 축구 국가대표팀의 감독인 루이 판 할은 AZ 알크마르시절 그의 스승이다. 로메로는 2014년 FIFA 월드컵 준결승에서 스승의 조국 네덜란드를 승부차기 끝에 격파한 뒤 자신의 스승인 루이스 판 할에게 이정도까지 성장시켜줘서 고맙다고 인사를 했다.

## 경력
- 2007년 FIFA U-20 월드컵 국가대표
- 2008년 하계 올림픽 축구 국가대표
- 2010년 FIFA 월드컵 국가대표
- 2011년 코파 아메리카 국가대표
- 2014년 FIFA 월드컵 국가대표

## 수상
AZ
- 2008-09 에레디비시 우승
- 2009년 요한 크루이프 실드 우승

 맨체스터 유나이티드 FC
- FA컵 (잉글랜드): 우승(2016)
- FA 커뮤니티실드 : 우승 (2016)
- EFL컵: 우승(2017)
- UEFA 유로파리그: 우승(2017)

 아르헨티나
- FIFA U-20 월드컵 : 우승 (2007)
- 올림픽 축구 : 금메달 (2008)
- 코파 아메리카 : 준우승 (2015, 2016)
- FIFA 월드컵 : 준우승 (2014)

개인
- 2011년 코파 아메리카 맨 오브 더 매치 : vs. 콜롬비아 (조별리그)
- 2014년 FIFA 월드컵 맨 오브 더 매치 : vs. 네덜란드 (준결승전)